# Piknometer
Piknométer je merilna priprava za merjenje gostote kapljevin ali majhnih teles. Sestavljen je iz stekleničke z brušenim vratom in prilegajočega se preluknjanega zamaška. Piknometer ima umerjeno prostornino pri neki temperaturi. Če merimo pri drugačni temperaturi, ga moramo umeriti tako, da ga napolnimo s kapljevino, katere temperaturno raztezanje poznamo (npr. vodo) in s tehtanjem določimo njegovo maso. Ko odštejemo maso praznega piknometra in delimo z gostoto znane raztopine, prebrano iz tabel, lahko izračunamo prostornino piknometra pri dani temperaturi. Meritev ponovimo s kapljevino, katere gostoto želimo določiti, tako, da znova stehtamo piknometer in maso kapljevine delimo z izmerjeno prostornino piknometra pri dani temperaturi.

## Gostota tekočega vzorca
Za določanje gostote tekočega vzorca najprej stehtamo prazen in nato napolnjen piknometer, ki ga termostatiramo na želeno temperaturo (običajno 20 °C).
Če za določitev gostote tekočega vzorca z neznano prostornino piknometra velja naslednje:
- {\displaystyle m_{0}} masa praznega piknometra z zamaškom,
- {\displaystyle m_{1}} masa piknometra, napolnjenega s primerjalno tekočino,
- {\displaystyle m_{2}} masa piknometra, napolnjenega z vzorcem,
- {\displaystyle \rho _{pt}} gostota primerjalne tekočine pri dani temperaturi,

potem je gostota tekočega vzorca:

## Gostota trdnega vzorca
Princip merjenja gostote trdnega vzorca s piknometrom temelji na volumnu izpodrinjene tekočine. Postopek je podoben kot pri tekočem vzorcu, le da moremo tu zatehtati še piknometer z zamaškom in trdnim vzorcem, ter piknometer z zamaškom, trdnim vzorcem in primerjalno tekočino.
Če za določanje gotote trdnega vzorca s piknometrom neznane prostornine velja naslednje:
- {\displaystyle m_{0}} masa praznega piknometra z zamaškom,
- {\displaystyle m_{1}} masa piknometra, napolnjenega s primerjalno tekočino,
- {\displaystyle m_{2}} masa piknometra s trdnim vzorcem,
- {\displaystyle m_{3}} masa piknometra s trdno snovjo in primerjalno tekočino,
- {\displaystyle \rho _{pt}} gostota primerjalne tekočine pri dani temperaturi,

potem je gostota trdnega vzorca: